# فوردن
فوردن Woudenberg  هي مدينة وبلدية بمقاطعة أوترخت بهولندا.

## طوبوغرافيا
خريطة طوبوغرافية هولندية لبلدية فوردن، 2014، (تقرأ بعد ثلاث نقرات على الخريطة).

## أعلام
- جان باكر
- بوبان لازيتش
- بيتر بريديكر
- إستر بيرجير
- بيترو ميسيل
- آري فان فليت